# Ирина Шейк
Ирина Валериевна Шайхлисламова, по-известна като Ирина Шейк (на английски: Irina Shayk; на руски: Ирина Шейк) 
е руски супермодел и актриса.
От 2007 г. ежегодно се снима за престижното в САЩ списание Sports Illustrated Swimsuit Issue, била е лице на марките Armani Exchange (2010), Guess (2008—2009), Intimissimi (2007—2009), Beach Bunny (2009), Lacoste (2007), La Perla (2007).